# NGC 738
NGC 738 è una galassia lenticolare situata nella costellazione del Triangolo, a una distanza di circa 198 milioni di anni luce dalla nostra Via Lattea.

## Scoperta
La galassia è stata scoperta l'11 ottobre 1850 dall'astronomo irlandese Bindon Stoney.

## Gruppo di NGC 736
Le galassie NGC 736, NGC 740 e UGC 1422 fanno parte del Gruppo di NGC 736, un piccolo gruppo di galassie. È ritenuto molto probabile che anche NGC 738 appartenga a questo gruppo, in quanto essa si trova nella stessa regione di cielo e a una distanza molto simile rispetto alla nostra Via Lattea.